# 汉斯·海因里希·沃尔吉茨基
汉斯-海因里希·沃吉茨基（Hans-Heinrich Worgitzky，1907年—1969年）曾在二战期间于德军中担任军官，也曾在战后担任西德情报机构聯邦情報局的副局长。
二战期间，沃吉茨基曾在中央集團軍担任过情报军官。后来在1945年，已晋升为上校的沃吉茨基曾指挥过一支临时组建的旅级部队（后被赋予师级部队番号），该旅以他的姓氏命名（沃吉茨基旅），曾在卡塞尔以北地区作战。1945年4月21日，沃吉茨基被美陆军第8装甲师官兵俘虏。
战后，在1957至1967年间，沃吉茨基曾担任西德聯邦情報局副局长，为莱因哈德·盖伦效力。在聯邦情報局任职期间，沃吉茨基晋升为德國聯邦國防軍预备役少将。
1965年，为了让埃及方面释放因有与以色列人合作的嫌疑而被捕的德国间谍格哈德·鲍赫（Gerhard Bauch），沃吉茨基曾三度飞赴埃及，最终完成了任务。盖伦后来将鲍赫事件的责任归结到沃吉茨基头上，后者随后辞去了在聯邦情報局的职务。辞职数月后，沃吉茨基因心脏病发作而死。